# Bilbao-Concordia
Bilbao-Concordia (hiszp. Estación de Bilbao-Concordia) – stacja kolejowa w Bilbao, w prowincji Vizcaya, w Kraju Basków, w Hiszpanii. Stacja końcowa linii wąskotorowej ADIF. Obsługuje połączenia z obszaru wybrzeża i północnej części półwyspu. Znajduje się w sąsiedztwie dworca kolejowego Bilbao Abando.
Stacja Concordia to unikatowy, modernistyczny budynek wzniesiony w 1902 roku. Fasada, w której znajduje się duże okno, powstała wraz z Teatro Arriaga, punktem odniesienia w dzielnicy Arenal i jest uważana za jeden z najbardziej charakterystycznych obiektów Belle époque w Bilbao.